# ホプロフォネウス
ホプロフォネウス（Hoplophoneus）は絶滅した生物属である。ニムラブス科ホプロフォネウス亜科に分類される。後期始新世から前期漸新世（約3,800万-3,330万年前）の北アメリカに暮らしたと考えられている。

## 分類
2016年、ポール・Z・バレットによりユースミルスのうち北アメリカに生息していた種はホプロフォネウスに含められた。

## 形態
ホプロフォネウスはネコ科ではないがネコ科に似た外見を持つ。ネコよりもがっしりした体幹を持ち、四肢は短い。知られているものの内で最大の個体は2008年にソーキン（Sorkin）によって調査され、体重は160キログラムほどだっと推測されている。
H. occidentalisは平均的なヒョウよりも若干大きい程度で、犬歯もヒョウと比べてやや大きい程度だった。一方H. sicariusやH. mentalisは体も大きく、上あごに巨大な犬歯を持ち、下あごの縁には大きな出っ張りがあった。

## 病理学
古生物学者 Clint Boyd らによる2010年の報告では、サウスダコタ州のバッドランズ国立公園で見つかったホプロフォネウスの頭蓋骨には、別のホプロフォネウスから受けたと思われる歯の傷が発見された。調査の結果この傷はホプロフォネウス同士の争いによるものだということが分かっている。この傷には再生の痕跡があり、そのためこの個体は攻撃を受けた後も生存していたことが確認されている。この例以外にも同様の痕跡が発見されており、ニムラブス科ではこのような争いは頻繁に起きていたのだと考えられている。この傷は後頭部や目の周りに多く見つかる。

## 画像

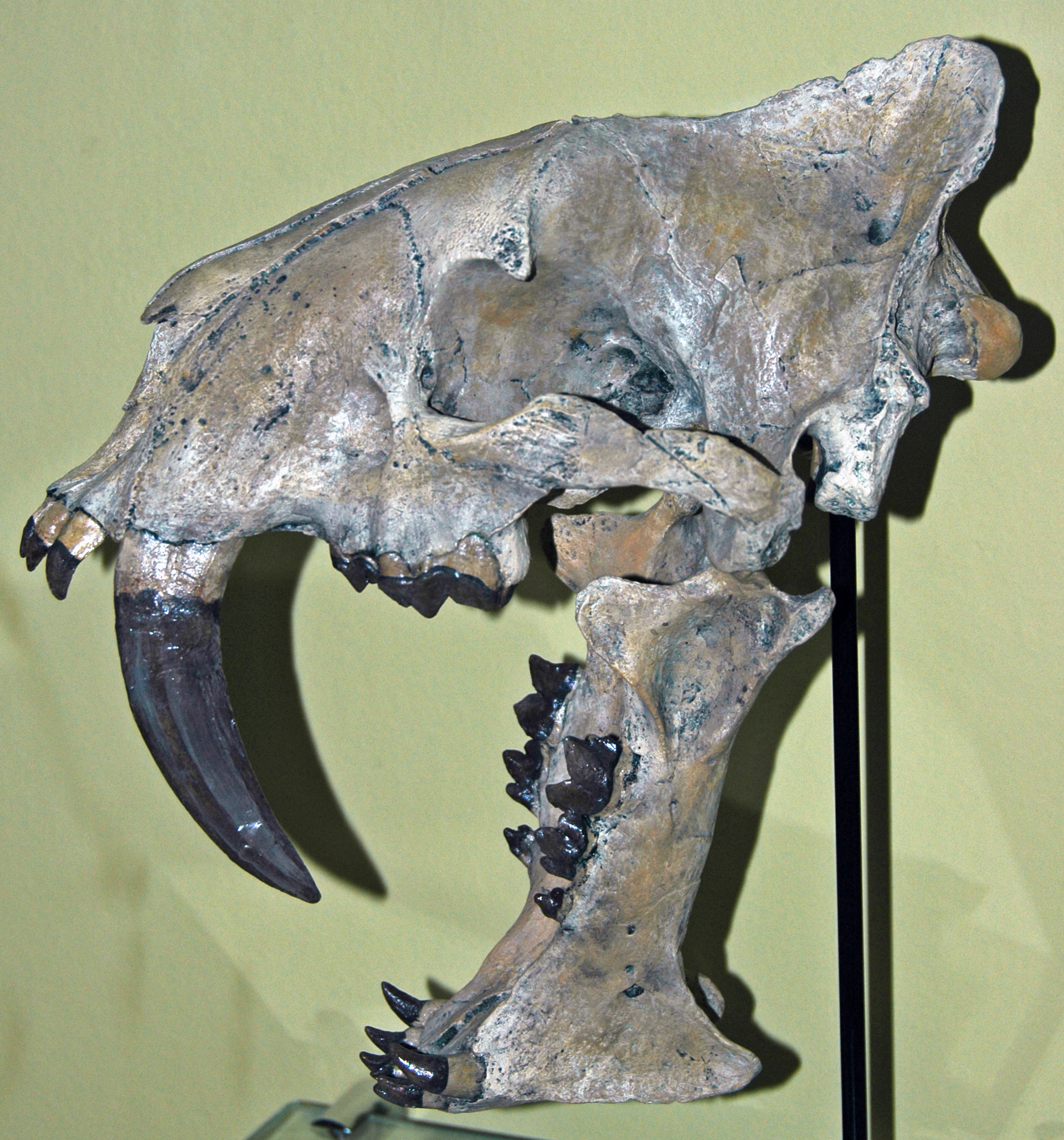
ホプロフォネウスの頭骨
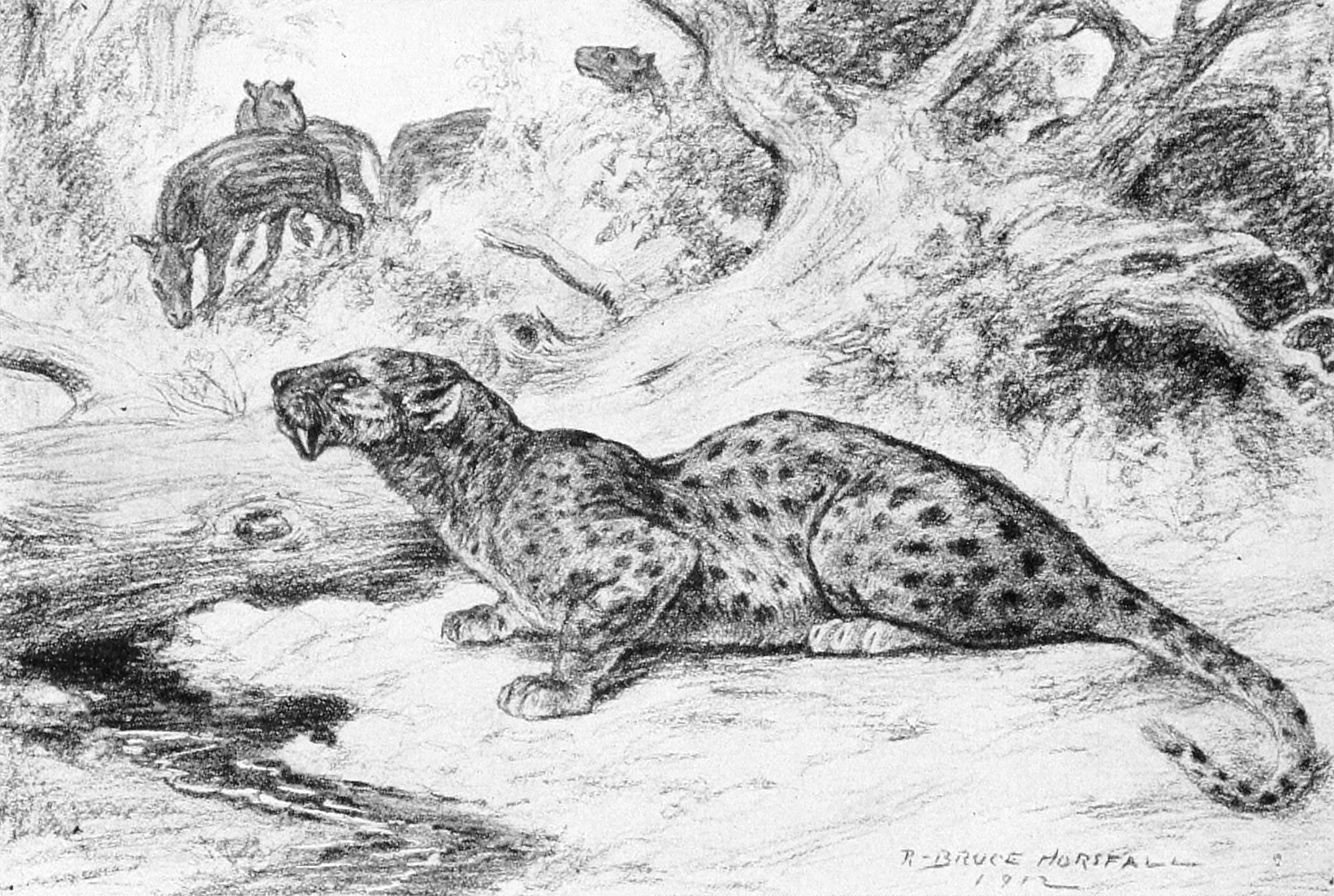
ホプロフォネウスの想像図

## 価値
2020年12月にスイスのジュネーヴで開催されたオークションにて、2019年にアメリカ合衆国の農場で産出した体長1.2メートルのホプロフォネウスの骨格標本が競売にかけられた。開始から1分後に個人コレクターが落札し、その額は8万4350ドル、当時のレートで日本円に換算すると約880万円であった。競売を務めたBernard Piguetはオークション前の取材で「当該の標本は全身の90%の骨が揃っており、落札価格は60000〜80000スイスフランと見込まれる」と語り、スイスに本拠地をおく化石販売業者の代表Yann Cueninは化石化や鉱化作用も含め、同地で産出した同種の中では最も状態の良いものであろうと評価している。化石を学術研究や博物館での展示に回さず個人コレクターが所有することについては古生物学者を中心に批判の声が上がっている一方、CueninはAFPの取材に対し剣歯虎の学術研究が既に進んでいることを指摘し、個人の売買により活性化される文化もあると主張した。